# Simon Zoller
Simon Zoller (Friedrichshafen, 1991. június 26. –) német labdarúgó, 2019-től a Bochum csatára.

## Pályafutása

### VfL Bochum
2018. december 22-én az 1. FC Köln a hivatalos honlapján jelentette be, hogy a 27 éves támadó három és félévre írt alá az VfL Bochumhoz.